# Lista de jogos mais vendidos para PlayStation 4

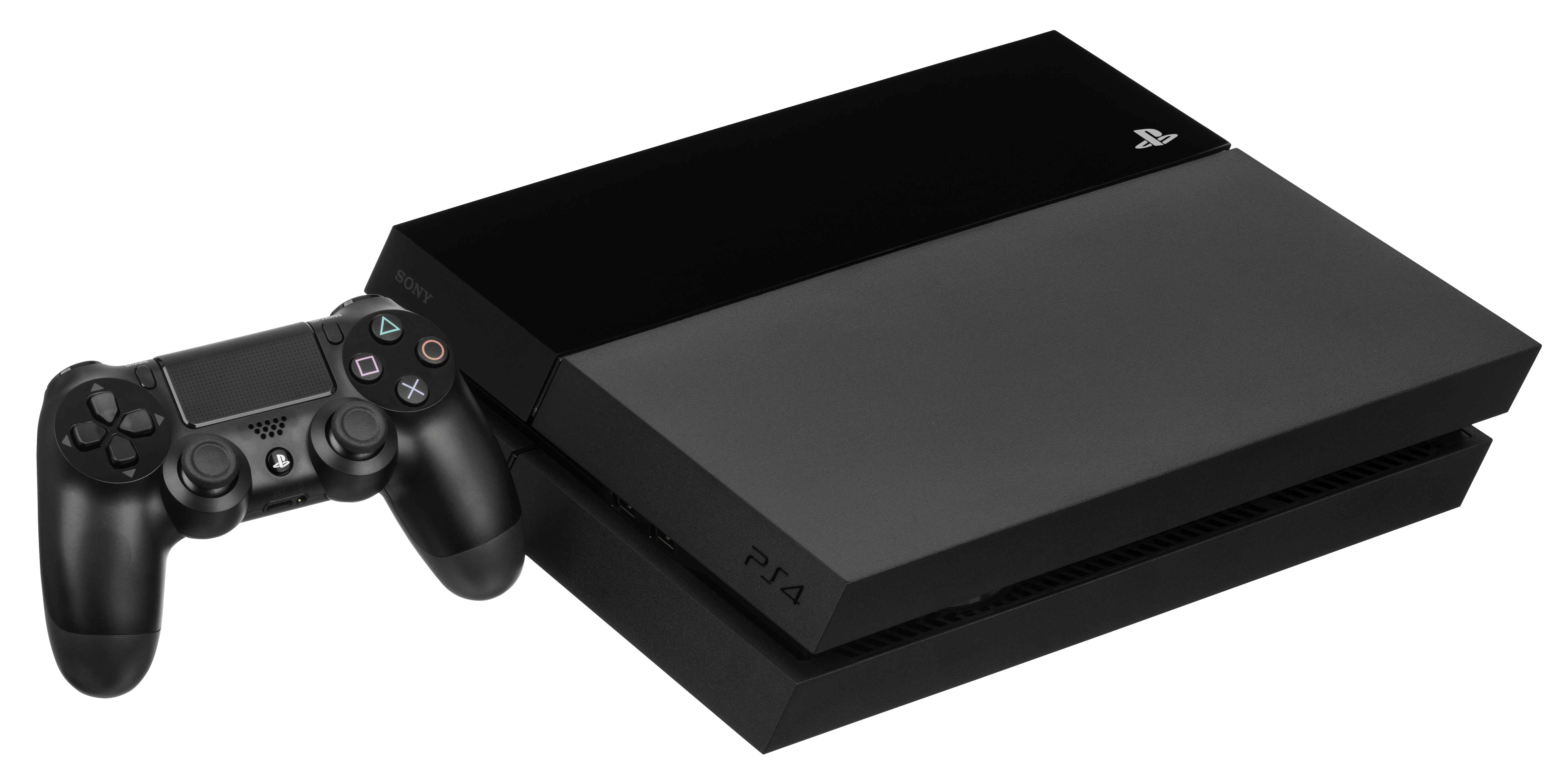
PlayStation 4

Esta é uma lista de jogos eletrónicos para a consola PlayStation 4 que venderam pelo menos 1 milhão de unidades.

## Lista
| Pos. | Título                                    | Total de cópias vendidas | Data de lançamento | Género                         | Desenvolvedora           |
| ---- | ----------------------------------------- | ------------------------ | --- | ------------------------------ | ------------------------ |
| 1    | Grand Theft Auto V                        | 24 milhões               | - INT: 18 de Novembro de 2014 - JP: 11 de Dezembro de 2014                                                                        | Ação-aventura                  | Rockstar North           |
| 2    | Marvel's Spider-Man                       | 22 milhões               | - INT: 7 de Setembro de 2018 | Ação-aventura                  | Insomniac Games          |
| 3    | God of War                                | 19,5 milhões             | - INT: 20 de Abril de 2018 | Ação-aventura                  | Santa Monica Studio      |
| 4    | Uncharted 4: A Thief's End                | 16 milhões               | - INT: 10 de Maio de 2016 | Ação-aventura                  | Naughty Dog              |
| 5    | The Witcher 3: Wild Hunt                  | 10,8 milhões             | - INT: 19 de Maio de 2015 - JP: 21 de Maio de 2015                                                                                | RPG de Ação                    | CD Projekt Red           |
| 6    | Horizon Zero Dawn                         | 10 milhões               | - AN: 28 de Fevereiro de 2017 - EU: 1 de Março de 2017 - JP: 2 de Março de 2017                                                   | RPG de Ação                    | Guerrilla Games          |
| 7    | The Last of Us Remastered                 | 10 milhões               | - AN: 29 de Julho de 2014 - AU: 30 de Julho de 2014 - EU: 30 de Julho de 2014 - UK: 1 de Agosto de 2014                           | Ação-aventura, survival horror | Naughty Dog              |
| 8    | The Last of Us Part II                    | 10 milhões               | - INT: 19 de Junho de 2020 | Ação-aventura, survival horror | Naughty Dog              |
| 9    | Gran Turismo Sport                        | 8 milhões                | - AN: 17 de Outubro de 2017 - EU: 18 de Outubro de 2017 - JP: 19 de Outubro de 2017                                               | Corrida Automóvel              | Polyphony Digital        |
| 10   | Ghost of Tsushima                         | 8 milhões                | - INT: 17 de julho de 2020 | Ação-aventura Furtivo          | Sucker Punch Productions |
| 11   | Final Fantasy VII Remake                  | 5 milhões                | - INT: 10 de Abril de 2020 | RPG de ação                    | Square Enix              |
| 12   | Monster Hunter: World                     | 4,67 milhões             | - INT: 26 de Janeiro de 2018 | RPG de Ação                    | Capcom                   |
| 13   | Persona 5                                 | 3,2 milhões              | - JP: 15 de Setembro de 2016 - INT: 4 de Abril de 2017                                                                            | Simulação Social               | P-Studio                 |
| 14   | Detroit: Become Human                     | 3,2 milhões              | - INT: 25 de Maio de 2018 | Aventura                       | Quantic Dream            |
| 15   | Crash Bandicoot N. Sane Trilogy           | 2,5 milhões              | - INT: 30 de Junho de 2017 - JP: 3 de Agosto de 2017                                                                              | Plataforma                     | Vicarious Visions        |
| 16   | Final Fantasy XV                          | 2,5 milhões              | - INT: 29 de Novembro de 2016 | RPG de Ação                    | Square Enix              |
| 17   | FIFA 18                                   | 2,4 milhões              | - INT: 29 de Setembro de 2017 | Esporte/Simulação              | EA Canada                |
| 18   | Killzone: Shadow Fall                     | 2,1 milhões              | - AN: 15 de Novembro de 2013 - PAL: 29 de Novembro de 2013 - JP: 22 de Fevereiro de 2014                                          | Tiro em primeira pessoa        | Guerrilla Games          |
| 19   | Driveclub                                 | 2 milhões                | - AN: 7 de Outubro de 2014 - EU: 8 de Março de 2014 - UK: 10 de Março de 2014                                                     | Corrida Automóvel              | Evolution Studios        |
| 20   | Bloodborne                                | 2 milhões                | - AN: 24 de Março de 2015 - EU: 25 de Março de 2015 - AU: 25 de Março de 2015 - JP: 26 de Março de 2015 - UK: 27 de Março de 2015 | RPG de Ação                    | From Software            |
| 21   | Knack                                     | 2 milhões                | - AN: 15 de Novembro de 2013 - PAL: 29 de Novembro de 29, 2013 - JP: 22 de Fevereiro de 2014                                      | Plataforma, Beat 'em up        | SIE Japan Studio         |
| 22   | Call of Duty: WWII                        | 1,7 milhão               | - INT: 3 de Novembro de 2017 | Tiro em primeira pessoa        | Sledgehammer Games       |
| 23   | Nier: Automata                            | 1,6 milhão               | - JP: 23 de Fevereiro de 2017 - AN: 7 de Março de 2017 - PAL: 10 de Março de 2017 - AS: 27 de Abril de 2017                       | RPG de Ação                    | PlatinumGames            |
| 24   | Street Fighter V                          | 1,5 milhão               | - INT: 16 de Feveiro de 2016 | Luta                           | Capcom                   |
| 25   | Dragon Quest XI: Echoes of an Elusive Age | 1,3 milhão               | - JP: 29 de Julho de 2017 - AN: 2018 - PAL: 2018                                                                                  | RPG                            | Armor Project            |
| 26   | Battlefield 1                             | 1,3 milhão               | - INT: 21 de Outubro de 2016 | Tiro em primeira pessoa        | DICE                     |
| 27   | Metal Gear Solid V: The Phantom Pain      | 1,1 milhão               | - INT: 1 de Setembro de 2015 - JP: 2 de Setembro de 2015                                                                          | Ação-Aventura, Stealth         | Kojima Productions       |
| 28   | FIFA 17                                   | 1 milhão                 | - AN: 27 de Setembro de 2016 - INT: 29 de Setembro de 2016                                                                        | Esporte                        | EA Canada                |
| 29   | Call of Duty: Black Ops III               | 1 milhão                 | - WW: November 6, 2015 | Tiro em primeira pessoa        | Treyarch                 |
| 30   | Final Fantasy XII: The Zodiac Age         | 1 milhão                 | - INT: 11 de Julho de 2017 - JP: 13 de Julho de 2017                                                                              | RPG                            | Square Enix              |
| 31   | Infamous: Second Son                      | 1 milhão                 | - INT: 21 de Março de 2014 | Ação-aventura                  | Sucker Punch Productions |
| 32   | Kingdom Hearts III                        | 1 milhão                 | - INT: 25 de Janeiro de 2019 - JP: 29 de Janeiro de 2019                                                                          | RPG de Ação                    | Square Enix              |
| 33   | Nioh                                      | 1 milhão                 | - AN: 7 de Fevereiro de 2017 - PAL: 8 de Fevereiro de 2017 - JP: 9 de Fevereiro de 2017                                           | RPG de Ação                    | Team Ninja               |

Total de jogos vendidos para a PlayStation 4 em Janeiro de 2015: 81.8 milhões.